# 徳光和夫の情報スピリッツ
『徳光和夫の情報スピリッツ』（とくみつかずおのじょうほうスピリッツ）は、1995年4月17日から2004年3月8日までテレビ東京系列局で放送されていたテレビ東京製作の情報番組・ドキュメンタリー番組である。番組タイトルは、新聞のテレビ欄においては字数制限の関係から「徳光の情報スピリッツ」と表記されていたことがある。

## 概要
土曜21:00枠で放送されていた『徳光のTVコロンブス』の後継番組で、引き続き徳光和夫が司会を務めていた。
本番組は様々な情報を取り上げる一方でドキュメンタリー番組色を強めており、毎回夫婦や家族にスポットを当てたVTRを放送していた。エンディングでは「夫婦の肖像」と題し、老夫婦の足跡を写真で振り返っていた。スタジオパートは開始当初から2003年9月まで、テレビ東京第1スタジオから生放送だったが、2003年10月から改題リニューアルし、収録放送となる。
2003年1月にエム・ウェーブから関連書籍『本当にあったいい話 徳光和夫の情報スピリッツ』（テレビ東京編、ISBN 4-901219-44-8）が出版された。

## 放送時間
| 期間       | 期間       | 放送時間（日本時間）        |
| ---------- | ---------- | --------------------------- |
| 1995.04.17 | 1997.03.31 | 月曜 19:30 - 20:54（084分） |
| 1997.04.14 | 2001.03.19 | 月曜 19:50 - 20:54（064分） |
| 2001.03.19 | 2001.04.09 | 月曜 19:00 - 20:54（114分） |
| 2001.04.16 | 2004.03.08 | 月曜 19:53 - 20:54（061分） |

## 出演者

### 司会
- 徳光和夫
- 井森美幸

### ナレーション
- 野中民美代
- 郷里大輔
- 小島一慶
- 内海賢二

## テーマ曲

### オープニングテーマ
- Bridge Of Harmony/浅倉大介 - 番組末期にはこれに加え、accessの「夢を見たいから」のイントロ箇所を番組冒頭のBGMに使用していた。

### 歴代エンディングテーマ
- 夜明けの伝言（小柳ルミ子・高山厳）
- 今の君なら誰だって愛したい（狩人）
- 行かないでくれ（河島英五）
- 人・生・不・思・議（加藤登紀子）
- 恋は突然に（五輪真弓）
- 最後の奇跡（桑名正博）
- 心の虹（かぐや姫）
- 老友（堀内孝雄）
- Hello Again（ばんばひろふみ）
- Melody Fair（岩坂士京）
- SUNSET HILLS（柳ジョージ）
- 黄昏には…（山梨鐐平）
- DVIVE LES VACANCE（赤坂達三）
- 涙の河（杉田二郎）

## ネット局
| 放送対象地域   | 放送局             | 系列           |
| -------------- | ------------------ | -------------- |
| 関東広域圏     | テレビ東京         | テレビ東京系列 |
| 北海道         | テレビ北海道       | テレビ東京系列 |
| 愛知県         | テレビ愛知         | テレビ東京系列 |
| 大阪府         | テレビ大阪         | テレビ東京系列 |
| 岡山県・香川県 | テレビせとうち     | テレビ東京系列 |
| 福岡県         | TVQ九州放送        | テレビ東京系列 |
| 岐阜県         | 岐阜テレビ         | JAITS          |
| 滋賀県         | びわ湖放送         | JAITS          |
| 奈良県         | 奈良テレビ         | JAITS          |
| 和歌山県       | テレビ和歌山       | JAITS          |
| 宮城県         | ミヤギテレビ       | 日本テレビ系列 |
| 新潟県         | テレビ新潟         | 日本テレビ系列 |
| 富山県         | 北日本放送         | 日本テレビ系列 |
| 鳥取県・島根県 | 日本海テレビ       | 日本テレビ系列 |
| 広島県         | 広島テレビ         | 日本テレビ系列 |
| 山口県         | 山口放送           | 日本テレビ系列 |
| 熊本県         | くまもと県民テレビ | 日本テレビ系列 |
| 鹿児島県       | 鹿児島讀賣テレビ   | 日本テレビ系列 |
| 沖縄県         | 琉球朝日放送       | テレビ朝日系列 |
| 青森県         | 青森テレビ         | TBS系列        |
| 山形県         | テレビユー山形     | TBS系列        |
| 福島県         | テレビユー福島     | TBS系列        |
| 静岡県         | 静岡放送           | TBS系列        |
| 愛媛県         | あいテレビ         | TBS系列        |
| 鹿児島県       | 南日本放送         | TBS系列        |
| 秋田県         | 秋田テレビ         | フジテレビ系列 |
| 長野県         | 長野放送           | フジテレビ系列 |
| 石川県         | 石川テレビ         | フジテレビ系列 |
| 鳥取県・島根県 | 山陰中央テレビ     | フジテレビ系列 |
| 佐賀県         | サガテレビ         | フジテレビ系列 |
| 熊本県         | テレビくまもと     | フジテレビ系列 |